# 聖馬科斯 (危地馬拉)

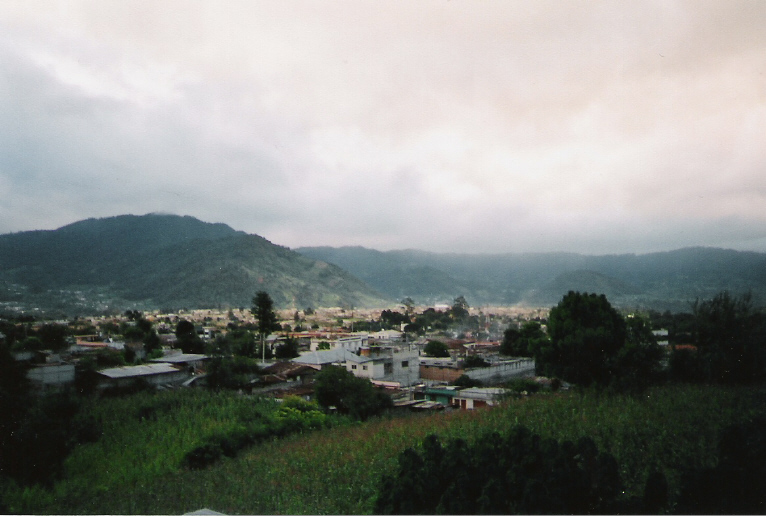

聖馬科斯是危地馬拉的城市，也是聖馬科斯省的首府，位於該國西南部，距離首都危地馬拉市252公里，始建於1533年，面積121平方公里，海拔高度2,398米，2010年人口48,913。